# Divino afflante Spiritu
Divino afflante Spiritu est une encyclique écrite par le pape Pie XII et donnée à Rome le 30 septembre 1943.
L'encyclique commence par les mots : « Sous l'inspiration de l'Esprit Saint [en latin Divino afflante Spiritu], les écrivains sacrés ont composé les livres que Dieu dans sa paternelle bonté a voulu donner au genre humain ».

## Présentation
L'encyclique Divino afflante Spiritu marque un tournant dans l'attitude de l'Église catholique en matière d'exégèse biblique. D'une part, elle  autorise la lecture et l'étude de la Bible dans des traductions autres que la Vulgate de Jérôme de Stridon, qui était jusqu'alors la seule version officielle. D'autre part, elle encourage la critique textuelle (ou « critique basse ») ainsi que la méthode historico-critique (ou « critique haute ») dans l'approche de l'Ancien et du Nouveau Testament.
L'exégète Raymond E. Brown a qualifié ce renouveau de « Magna Carta du progrès des études bibliques ».

## Contenu
Divino afflante Spiritu est publié le 30 septembre 1943, en la fête de saint Jérôme, Docteur de l’Église, et l'un de ses plus grands exégètes. Divino afflante Spiritu vient atténuer la condamnation de l'exégèse critique portée par Providentissimus Deus, dont c'était alors le cinquantième anniversaire, et par Pascendi Dominici Gregis.
Pie XII commence par déclarer que le fait que l’Écriture soit préservée de toute erreur est une « solennelle définition de la doctrine catholique. » En effet, la manière dont elle est formulée et répétée par différents papes l'identifie clairement comme une vérité de foi.
Le pape confirme ainsi « l'ancienne et constante foi de l’Église » dont parlait Léon XIII dans Providentissimus Deus :
« Il est absolument faux et interdit, soit de réduire l'inspiration à certains passages de l'Écriture Sainte, soit d'admettre que l'écrivain sacré s'est trompé, car l'inspiration divine non seulement est essentiellement incompatible avec l'erreur, mais elle l'exclut et la rejette aussi nécessairement qu'il est impossible que Dieu lui-même, la Vérité Suprême, puisse être l'auteur d'une erreur. »
Pie XII maintient donc la doctrine traditionnelle de l'inerrance de l'Écriture tout en enseignant que les écrivains ont parlé de manière humaine :
« De même que le Verbe substantiel de Dieu s'est fait en tout semblable aux hommes "hormis le péché" (Hebr. IV, 15), ainsi les paroles de Dieu, exprimées en langage humain, sont semblables en tout point aux paroles humaines, l'erreur exceptée. »
Le pontife précise que l'écrivain sacré ne doit pas être taxé d'erreur lorsqu'un copiste a commis une erreur, ou lorsque l'auteur parle dans un sens figuré ou d'après « ce qui apparaît aux sens », ou encore selon une façon de parler courante à son époque. Il reconnaît aussi la présence d'approximations, qui ne constituent pas pour autant des « erreurs historiques », mais résultent plutôt des modes d'expressions propres aux anciens hagiographes.
Pie XII promeut l'étude de la grammaire, de la philologie, de l'histoire, de l'archéologie, de l'ethnologie et d'autres sciences. Il enseigne qu'il faut bien étudier le sens littéral des mots pour comprendre ce que l'écrivain a vraiment voulu dire.
Les travaux de la Commission biblique pontificale et de l'École biblique et archéologique française de Jérusalem sont loués par le pontife. Il fait aussi référence aux changements survenus dans les études bibliques.
Le pape cite saint Augustin pour faire valoir que la méthode historico-critique peut être acceptable lorsqu'elle est nourrie par une grande foi en l'Esprit Saint. Il reconfirme l'autorité de la Vulgate tout en écrivant que les textes originaux peuvent aussi être utilisés pour des motifs pratiques.
Aux exégètes, il est demandé de ne pas se cantonner au seul manuscrit, mais plutôt de se rappeler que l'Écriture est d'abord une parole vivante. La méthode des quatre sens de l'Écriture est recommandée pour mieux saisir le sens littéral et le sens spirituel de l'Écriture 
Le Saint-Père encourage la dévotion biblique et l'étude des classiques pour que l'intelligence de l'Écriture puisse de nouveau susciter un vif intérêt dans le monde contemporain.
Par cette encyclique, le pape demande que l'on traduise et interprète les livres bibliques à partir du texte original, hébreu pour l'Ancien Testament, grec ou araméen pour le Nouveau.